# Drepanothrips reuteri
Il tripide della vite, (Drepanothrips reuteri Uzel, 1895) è un tripide polifago che può vivere su varie specie arboree ed arbustive, ma è particolarmente frequente su Vitis spp., dove attacca la vegetazione nei primi stadi di sviluppo, causando deformazioni, ritardi nella crescita, caduta dei fiori e suberosità degli acini. Tra le varie specie di tripidi ospitate dalla vite coltivata (circa una decina) è l'unico in grado di causare danni di una certa importanza.

## Distribuzione geografica
Drepanothrips reuteri è diffuso in Nord America, Europa e Asia occidentale. In Italia è presente da Nord a Sud e in Sicilia.

## Descrizione e sviluppo
Drepanothrips reuteri, come gli altri membri del sottordine Terebrantia,  attraversa due fasi neanidali (neanide di I età e neanide di II età) e due fasi ninfali (preninfa e ninfa) prima di giungere allo stadio di adulto.

### Uovo
Lungo circa 0,2 mm di colore bianco ialino

### Neanide I
Lunga 0,3 mm ha colore bianco e occhi rossi

### Neanide II
Lunga 0,8 mm di colore giallo chiaro

### Preninfa e ninfa
Questi ultimi due stadi prima dell'età adulta presentano abbozzi alari, apparato boccale non funzionante e sono pressoché inattivi. Vengono chiamati anche subpupe. Misurano circa 0,8 mm e sono di colore arancione chiaro.

### Adulto
È di colore giallo – bruno, le femmine misurano 0, 7 –0,85 mm di lunghezza e i maschi 0,5- 0,6 mm. Le antenne, formate da 6 articoli hanno le estremità nere.  Il capo è più ampio che lungo; sono presenti tre paia di sete ocellari, il maschio presenta due appendici a forma di falcetto (drepanae) ai lati del IX tergite addominale che si estendono oltre l'apice addominale.

## Biologia
Drepanothryps reuteri sverna come femmina fecondata sui ceppi, in particolari alla base dei tralci di un anno di età.
A marzo - aprile inizia a nutrirsi sui primi germogli della vite e inizia a deporre le uova nelle nervature o nell'epidermide delle foglie, tramite l'ovopositore. Attorno alle punture sono visibili macchie clorotiche.
Le neanidi occupano quindi la pagina inferiore delle foglie, riparandosi dall'intensità luminosa troppo forte e si localizzano vicino alle nervature iniziando l'attività trofica. Dopo 2 stadi si rifugiano tra le pieghe delle foglie oppure si lasciano cadere al suolo e si trasformano in ninfe. Gli adulti della prima generazione sfarfallano tra maggio e giugno. In genere si osservano 2-4 generazioni annue, con le ovideposizioni concentrate sulle femminelle e sulle foglie apicali. La durata del ciclo da uovo ad adulto è di 20 – 25 giorni, variabili a seconda dell'andamento climatico della zona.
Gli adulti sono molto mobili e si spostano verso i giovani germogli, quindi si osservano di rado sulle foglie quando i sintomi sono ormai evidenti.

## Danni
I sintomi sulle piante sono causati dalle punture di nutrizione dei giovani e degli adulti che causano la morte delle cellule colpite e di quelle vicine che smettono di dividersi e di accrescersi.
Sulle foglie si formano delle macchie necrotiche brunastre, visibili su entrambe le pagine, specialmente lungo le nervature; successivamente, con la crescita della foglia, si osservano lacerazioni, increspature e talvolta leggeri accartocciamenti marginali del lembo fogliare (foglia a cucchiaio). Tali sintomi sono più evidenti in caso di siccità o di periodi ventosi.
Su germogli, piccioli, rachidi le punture causano la formazione di aree chiare con striature brunastre; si manifestano inoltre ritardi nel germogliamento e deformazioni dei giovani germogli che tendono ad assumere una conformazione a zig – zag, danno particolarmente evidente se l'andamento climatico è sfavorevole ad una ottimale crescita della vite.
Se gli attacchi sono molto intensi possono essere danneggiati anche i grappoli con conseguente aborto dei fiori o caduta dei giovani acini. Le punture di nutrizione effettuate sugli acini già formati provocano la comparsa di macchie suberose.
I sintomi possono essere confusi con quelli dell'acariosi, in particolare da Calepitrimerus vitis; i tripidi però causano collosità del lembo fogliare, aree necrotiche e crescita a zigzag dei germogli. Inoltre si trovano su tutte le gemme del tralcio, mentre Calepitrimerus vitis predilige le gemme basali. L'osservazione ad occhio nudo o con una lente consente comunque di distinguere facilmente i tripidi agli acari.

## Lotta
In genere lo sviluppo del tripide è limitato dai predatori naturalmente presenti nel vigneto. Può però diventare problematico in caso di ampio uso di insetticidi che interferiscono con la crescita delle popolazioni di insetti utili; per questo non è solitamente pericoloso in agricoltura biologica.

### Monitoraggio e soglie
Gli adulti si osservano con facilità, magari con l'aiuto di una lente contafili, sulle foglie e sui germogli, mentre le forme giovanili sono più difficili da notare.
È opportuno procedere con i controlli visivi da quando sono visibili le prime foglie (fase fenologica D-E secondo Baggiolini), esaminando i germogli alla ricerca delle femmine che hanno superato l'inverno. In seguito, con la crescita del fogliame i controlli diventano più difficoltosi.
Un metodo empirico, per valutare l'entità dell'infestazione, è l'impiego di un foglio di colore nero o argentato sul quale scuotere la vegetazione per identificare gli adulti e i giovani. È importante non confondere Drepanothrips reuteri con altre specie di tisanotteri predatrici o indifferenti, generalmente di colore più scuro, anche se spesso il riconoscimento delle specie è difficoltoso.

### Lotta chimica
In caso di infestazioni superiori a 2-4 individui durante lo sviluppo delle prime foglie (fase fenologica D-E secondo Baggiolini) è opportuno programmare un intervento insetticida con spinosad o esteri fosforici. Questo dovrebbe consentire l'eliminazione delle femmine prima che depongano le uova, riducendo così l'entità delle popolazioni estive.
In pre-fioritura può essere utile un intervento se le popolazioni sono elevate e si teme un danno sui grappoli; la soglia è di una decina di individui sulle foglie apicali. In questo periodo le operazioni di potatura verde aiutano a ridurre le popolazioni estive.

### Lotta biologica
Drepanothrips reuteri è predato negli stadi giovanili da fitoseidi come Typholodromus pyri  o da tisanotteri come Aelothryps intermedius.
In agricoltura biologica si può intervenire con oli estivi e prodotti a base di piretro o azadiractina. Il periodo più problematico è la fase di rottura delle gemme, durante la quale i nemici naturali non sono ancora presenti.